# Деметрий II Македонски
Деметрий II Етолик (на старогръцки: Δημήτριος ὁ Αἰτωλικός) е цар на Древна Македония, управлявал заедно с баща си Антигон Гонат от 50-те години на III в. пр.Хр. и самостоятелно от 239 до 229 г. пр. Хр. Баща е на Филип V Македонски.
Прякора си дължи на продължителните борби, които води с Етолия без особен успех.

## Произход
Деметрий II е син на македонския цар Антигон II Гонат и Фила, дъщеря на елинистическия владетел на Месопотамия и Сирия Селевк I Никатор. Рождената му дата не е известна – предполага се, че е към 275 или 274 г. пр. Хр. Има по-голям брат – Халкионей, който загива в битка още приживе на баща им Антигон.

## Съуправител
Деметрий се изявява за пръв път около 263 г. пр. Хр., когато епирският цар Александър II нахлува в Македония, възползвайки се от заетостта на Антигон Гонат в Хремонидовата война срещу Атина и Птолемеите. 12-годишният син на македонския цар води отпора срещу нашествениците в битката при Дердия (в областта Елимия, тогава югозападна Македония) и ответното нашествие на македоните в Епир, довело до временно изгонване на Александър от страната. Предполага се, че ролята на Деметрий в тези събития е била номинална при помощта на по-опитни военачалници.
Няколко източници сочат, че Деметрий е бил провъзгласен за цар и съвладетел дълго преди смъртта на Антигон Гонат. Според надпис от Верея това е станало най-късно през 256 г. пр. Хр.

## Самостоятелно управление
Вътрешната политика на Деметрий II е слабо позната от съхранилите се наративни и епиграфски паметници. Известно е, че, както предшествениците си, и този македонски цар насърчава градското развитие във владеннията си. Градът, който изгражда на Термейския залив недалеч от устието на Пеней, е наречен Фила в чест на майка му.
Във външен план управлението на Деметрий протича в упорита защита на македонските владения в Елада, подложени на системни нападения от финансираните от Египет етолийци и ахейци, и на същинска Македония, притисната от север от многобройните дардански племена. Понякога лично, както с покоряването на Беотия през 235 г. пр. Хр., а понякога чрез критски и илирийски наемници, Деметрий II успява да сдържи враговете си в Гърция. Но борбата с дарданите завършва зле – през 230 или 229 г. пр. Хр. македоните са разбити и губят крепостта Билазора. Деметрий II умира скоро след това поражение, през пролетта на 229 г. пр. Хр., оставяйки на престола малолетния си син Филип V.

## Женитби и потомство
Деметрий се жени три или четири пъти.
Към средата на 50-те години на III в. пр. Хр. като престолонаследник е оженен за селевкидската принцеса Стратоника. От този брак добива дъщеря си Апама, но не и мъжки наследник.
През 245 г.пр.Хр., по настояване на баща си, Деметрий се жени за Никея – вдовица на сепаратисткия владетел на Коринт Александър. С този брак Антигон Гонат успява да си върне контрола над стратегически важната крепост.
През царуването си Деметрий се жени още два пъти – за Хризеида (от която има син Филип V) и за епирската принцеса Фтия. Според някои изследователи двете всъщност са едно и също лице.
Бракът с Фтия е политически мотивиран – скрепява договор, сключен от Деметрий II с вдовицата на Александър II Олимпиада през 239 г. пр. Хр. за защита на Епир от етолийските нападения. Съюзът просъществува само няколко години, докато епиротите свалят от власт династията на Еакидите.